# Искусных, Сергей Владимирович
Сергей Владимирович Искусных (род. 5 сентября 1974) — российский шахматист и тренер, гроссмейстер (2000).
Занимается шахматами с первого класса, тренеры — Владимир Михайлович Корольков, Михаил Фенин, Валерий Штукатуркин. Норматив мастера и первый гроссмейстерский балл получил в 1995 году на турнире в Ростове-на-Дону, второй гроссмейстерский балл — на чемпионате страны в 1998 году. Первый гроссмейстер Новокузнецка.
Серебряный призёр лично-командного чемпионата мира среди студентов 2001 в составе сборной России. 
Выступал за клубы СДЮСШОР «Политехник» (Кемерово), «Лидрих» (Омск), «Мэрия», «Шатар» (Бурятия).
С 20 лет занимается тренерской деятельностью, наиболее известные воспитанники — международные мастера Антон Климов и Ксения Рыбенко, а также самый молодой гроссмейстер в истории России Иван Землянский. Работает в областном шахматном центре Анатолия Карпова (Тюмень).

## Спортивные достижения
| Год  | Город           | Турнир                              | + | − | = | Результат | Место |
| ---- | --------------- | ----------------------------------- | - | - | - | --------- | ----- |
| 1998 | Санкт-Петербург | 51-й чемпионат России               | 2 | 2 | 7 | 5½ из 11  | 27—36 |
| 2002 | Екатеринбург    | 9-й командный чемпионат России      | 0 | 2 | 1 | ½ из 3    |       |
| 2003 | Тольятти        | 10-й командный чемпионат России     | 1 | 6 | 2 | 2 из 9    |       |
| 2004 | Ереван          | Чемпионат Европы по рапиду          | ? | ? | ? | ? из ?    |       |
| 2006 | Кушадасы        | 7-й чемпионат Европы                | 3 | 3 | 5 | 5½ из 11  |       |
| 2006 | Сочи            | 13-й командный чемпионат России     | 0 | 3 | 4 | 2 из 7    |       |
| 2007 | Дрезден         | 8-й чемпионат Европы                | 4 | 3 | 4 | 6 из 11   |       |
| 2007 | Сочи            | 14-й командный чемпионат России     | 1 | 1 | 1 | 1½ из 3   |       |
| 2012 | Сочи            | 19-й командный чемпионат России     | 3 | 2 | 2 | 2½ из 7   |       |
| 2013 | Екатеринбург    | Высшая лига 66-го чемпионата России | 2 | 4 | 3 | 5½ из 9   | 38—45 |
| 2014 | Владивосток     | Высшая лига 67-го чемпионата России | 3 | 2 | 4 | 5 из 9    | 12—21 |
| 2015 | Санкт-Петербург | Чемпионат России по рапиду          | 5 | 4 | 2 | 6 из 11   | 20—29 |